# Antal Páger
Antal Páger (Makó, 29 gennaio 1899 – Budapest, 14 dicembre 1986) è stato un attore ungherese.
Nel 1964 ha vinto il premio per il miglior attore al Festival di Cannes per Pacsirta.